# Куликов, Анатолий Сергеевич
Анато́лий Серге́евич Кулико́в (род. 4 сентября 1946 года, пос. Айгурский, Ставропольский край) — советский и российский военачальник, генерал армии (1995). Министр внутренних дел Российской Федерации (1995—1998) и заместитель Председателя Правительства Российской Федерации (1997—1998). Доктор экономических наук (1994).

## Биография
Окончил Орджоникидзевское военное училище МООП РСФСР (1966), Военную академию им. Фрунзе (1974), Военную академию Генерального штаба ВС СССР им. Ворошилова (1990).
Служил во внутренних войсках МВД СССР, пройдя последовательно все командные должности. С 1966 по 1971 годы — командир взвода и заместитель командира конвойной роты внутренних войск в городе Рославле Смоленской области и в Калмыцкой АССР. С 1974 года — командир батальона внутренних войск в городе Волгодонск Ростовской области. С 1975 года — начальник штаба 615-го конвойного полка (г. Астрахань) 54-й конвойной дивизии МВД СССР (г. Ростов-на-Дону).
В 1977 году назначен командиром 626-го конвойного полка внутренних войск в Могилёве Белорусской ССР. С августа 1981 года — начальник штаба, а в 1986—1988 годах — командир 43-й конвойной дивизии МВД СССР (г. Минск). Генерал-майор (15.02.1988).
В 1990—1992 годах — начальник Управления внутренних войск МВД СССР по Северному Кавказу и Закавказью. C ноября 1992 года — начальник Управления оперативных и специальных моторизированных частей ГК ВВ МВД РФ. Участвовал в ликвидации межнационального осетино-ингушского вооружённого конфликта. С декабря 1992 по июль 1995 года заместитель Министра внутренних дел РФ — командующий внутренними войсками МВД РФ. Генерал-лейтенант (19.02.1993). Активный участник событий в Москве в октябре 1993 года на стороне президента Б. Н. Ельцина, принимал участие в боевом столкновении у телецентра «Останкино» вечером 3 октября 1993 года.
3 октября в 14:30 после первого прорыва демонстрантов — сторонников Верховного Совета — на Крымском мосту Куликов приказал отряду специального назначения «Витязь» выдвинуться к Белому дому (Дому Советов) с целью оказания помощи милиции. Примерно через час после этого отдал приказ увести силы Внутренних войск и их технику от Белого дома и вообще из Москвы — с тем, чтобы «посадить на броню, вооружить и вернуть в город для охраны объектов и борьбы с вооруженными группами». Это своё решение (которое утвердил отстраненный вице-президентом Руцким министр внутренних дел Виктор Ерин) объяснял следующим образом: «…Сложилось впечатление, что власти и войска бросили город, все струсили, разбежались, потеряно управление и так далее. Однако это не соответствует действительности. Две тысячи безоружных человек, находившихся там, были совершенно бессильны против беснующейся вооруженной толпы… были попытки захватить бронетранспортёры… Если бы мы не вывели войска, то штурм Макашовым „Останкино“ и других объектов вёлся бы с использованием захваченной боевой техники. Считаю, что решение в той обстановке было оптимальным…».
В 16:05 отдал отряду «Витязь» приказ по радио «выдвинуться для усиления охраны Останкинского комплекса». Свидетели-журналисты (в том числе из газет проельцинской ориентации: «Известий», «Комсомольской правды») рассказывали впоследствии, что бронетехника внутренних войск вела беспорядочный огонь как по демонстрантам, так и по Останкинской телебашне и окрестным домам. Сам А. Куликов утверждал, что «Витязь» открыл огонь по толпе, возглавляемой назначенным Руцким заместителем министра обороны Альбертом Макашовым, только после того как в 19:10 в корпусе телецентра АСК-3 выстрелом из гранатомета с улицы был убит боец «Витязя» Николай Ситников, и что проельцинские внутренние войска «…не открывали первыми огонь. Применение оружия было целенаправленным. Не было сплошной зоны огня…». По версии сторонников Верховного Совета, выстрела из гранатомёта из их толпы вообще не было (за него была принята вспышка взрывпакета, брошенного из здания АСК-3 одним из «Витязей»). По другой версии, которая была озвучена телеканалом НТВ в 2005 году, выстрел из гранатомета был, но он был сделан со стороны противоположного корпуса телецентра — АСК-1, куда сторонники парламента не проникали и который контролировался подчинёнными Куликова. В столкновениях у «Останкино» погиб один боец проельцинской стороны (Ситников), несколько десятков безоружных демонстрантов, два сотрудника «Останкино» и три журналиста, в том числе двое иностранных (все сотрудники «Останкино» и журналисты были убиты подчиненными А. Куликова).
В качестве благодарности за расстрел безоружных демонстрантов, Куликов получил от Ельцина в ноябре 1993 года воинское звание генерал-полковник. До 6 ноября 1995 года — член Совета по делам казачества при Президенте РФ.
В феврале — июле 1995 года был командующим Объединённой группировкой федеральных сил на территории Чеченской Республики, один из руководителей боевых действий российских войск в течение всего периода первой чеченской войны. При отходе Басаева из Будённовска пытался организовать операцию по уничтожению боевиков, но им удалось уйти.
С июля 1995 года — Министр внутренних дел РФ. 9 ноября 1995 года Указом Ельцина Куликову присвоено воинское звание генерал армии. С февраля 1997 года — заместитель председателя Правительства Российской Федерации — Министр внутренних дел. Входил в состав Совета безопасности РФ (1995—1998), Совета обороны РФ (1996—1998).
В своих воспоминаниях о своём назначении на пост министра писал: «Большой бизнес, где обращались и разворовывались миллиарды долларов, где покупались и продавались государственные чиновники любого калибра, где как грибы подрастали так называемые олигархи, — по мнению участников высокой дворцовой игры — был вне моей компетенции. В ней все было запрограммировано, рассчитано и расписано на годы вперед…».
Отмечал: "Боевая биография, обстоятельства моего назначения и собственные убеждения давали мне возможность оставаться слугой именно Закона — человеком, равноудаленным от любых финансово-промышленных групп и обслуживающих их политиков".
Считал, что "результат работы Министерства внутренних дел — это спокойствие страны".
Отмечал, что среди своих предшественников на посту министра внутренних дел России «два имени в некотором смысле послужили для меня ориентирами. Во-первых, это Петр Аркадьевич Столыпин, о котором, кроме „столыпинского вагона“ и „столыпинского галстука“, осталась и добрая память как о государственном человеке — мужественном и неподкупном». Второй — Щёлоков.
Считал, что до 40 % рабочего времени должно уходить на планирование. Став министром, ввёл обязательное ведение ежедневников с планированием служебной деятельности на день, месяц, квартал, полугодие, год. Это нововведение вызвало недовольство и насмешки личного состава. Чрезмерное увлечение планированием, вводимое сверху, высмеяно в одном из эпизодов сериала «Улицы разбитых фонарей», где герой К. Хабенского — оперуполномоченный докладывает начальству, что он «запланировал подвиг на точное время».
В марте 1998 года правительство В. С. Черномырдина было отправлено в отставку, при этом А. С. Куликов был снят со всех постов. Находился в распоряжении Министра внутренних дел РФ, затем уволен в отставку.
В своих воспоминаниях писал: «Когда после своей отставки с поста министра я оказался по делам в США, директор ФБР Луи Фрии, узнав о моем приезде в Вашингтон, прервал свой отпуск и устроил в мою честь приём в своей штаб-квартире. Так же и министр внутренней безопасности Израиля Авигдор Кахалани, когда я приехал в эту страну, мгновенно вышел на меня и сообщил, что будет обижен, если я не приму его предложения прийти на товарищеский ужин».
С 19 марта 1998 года председатель МОО «Ратники Отечества».
В декабре 1999 года был избран депутатом Государственной думы 3-го созыва, в декабре 2003 года — депутатом 4-го созыва. Член фракции «Единая Россия». С 2007 года — Президент Клуба Военачальников Российской Федерации. Член экспертного совета Организации Договора о коллективной безопасности (ОДКБ), член постоянно действующей группы экспертов Регионального форума АСЕАН (Ассоциация государств Юго-Восточной Азии) по безопасности. Председатель экспертного совета Российского отделения Международной полицейской ассоциации. Член Президиума Общественной Палаты Союзного государства. Сопредседатель Международного Общественного Оргкомитета мероприятий к 80-летию Великой Победы. Член РСМД (Российский Совет по международным делам при МИД РФ). Член Президиума Общественной Палаты Союзного государства.
Автор 6 книг, 280 научных статей и публикаций.
С 21 мая 2012 года — помощник министра внутренних дел России.
Является членом Совета по внешней и оборонной политике.
Входит в состав Общественного совета при Следственном комитете Российской Федерации.
Действительный член РАЕН.

## Воинские звания
- подполковник (1978 досрочно)
- генерал-майор (15.02.1988)
- генерал-лейтенант (19.02.1993)
- генерал-полковник (07.10.1993)
- генерал армии (07.11.1995)

## Оценки деятельности
Генерал-полковник Геннадий Трошев писал о нём в книге «Моя война. Чеченский дневник окопного генерала»:

По-офицерски прямолинейный, он не умел хитрить и ловчить в извилистых коридорах власти. Быстро нажил себе врагов. Боевые генералы, знавшие его по Чечне, искренне переживали, что его подставят где-нибудь, вынудят уйти в отставку. В конце концов так и случилось, но Анатолий Сергеевич успел сделать для государства немало доброго.
Впрочем, уже одно только присутствие в правительстве таких людей оказывает благотворное влияние на ход событий. Так, к примеру, присутствие в актёрском ансамбле В. Высоцкого или В. Шукшина — некая духовная гарантия того, что фильм — приличный. Для меня министр внутренних дел РФ А. С. Куликов — нравственная и политическая гарантия того, что поведение государства будет предсказуемым и «чистоплотным».
Он не способен предать товарища. Достаточно вспомнить, как на протяжении всех последних лет он поддерживал тяжело раненного в Грозном генерала Романова и его семью. Даже договорился с мировым светилой (нейрохирургом из Японии) о сложнейшей операции. Своих друзей он в беде не бросал.
…
В отличие от многих генералов, он пренебрег личной карьерой во имя спасения солдатских жизней и победы над неприятелем. И что немаловажно: показал российскому народу, что есть люди в генеральских мундирах, которых невозможно запятнать даже в мутной и грязной воде военно-политических игрищ.

## Награды
- орден «За заслуги перед Отечеством» III степени (3 сентября 1996) — за заслуги перед государством, большой личный вклад в укрепление правопорядка и многолетнюю добросовестную службу в органах внутренних дел[18]
- орден Почёта (16 апреля 2004) — за активное участие в законотворческой деятельности и многолетнюю добросовестную работу[19]
- орден «За личное мужество» (1993)
- орден «За службу Родине в Вооружённых Силах СССР» III степени (1978)
- медаль «За безупречную службу» I степени
- медаль «За безупречную службу» II степени
- медаль «За безупречную службу» III степени
- медаль «За отличную службу по охране общественного порядка»
- медаль «Ветеран Вооружённых Сил СССР»
- юбилейная медаль «Двадцать лет Победы в Великой Отечественной войне 1941—1945 гг.»[источник не указан 4838 дней]
- юбилейная медаль «Сорок лет Победы в Великой Отечественной войне 1941—1945 гг.»[источник не указан 4838 дней]
- юбилейная медаль «В ознаменование 100-летия со дня рождения Владимира Ильича Ленина»
- юбилейная медаль «50 лет Вооружённых Сил СССР»
- юбилейная медаль «60 лет Вооружённых Сил СССР»
- юбилейная медаль «70 лет Вооружённых Сил СССР»
- юбилейная медаль «300 лет Российскому флоту»
- медаль «В память 850-летия Москвы»
- медаль «200 лет МВД» (МВД России)
- медаль «За боевое содружество» (МВД России)
- медаль Анатолия Кони (Минюст России)
- медаль «За отличие в пограничной деятельности» (ФСБ России)
- медаль «Во славу Осетии» (Северная Осетия-Алания)
- медаль «За заслуги перед Ставропольским краем» (Ставропольский край, сентябрь 2006)[20]
- медаль «Маршал Баграмян—100» (Армения)
- Благодарность Президента Российской Федерации (17 июля 1996) — за активное участие в организации и проведении выборной кампании Президента Российской Федерации в 1996 году[21]
- Благодарность Президента Российской Федерации (21 августа 2006) — за активное участие в законотворческой деятельности в сфере борьбы с терроризмом[22]
- Почётная грамота Правительства Российской Федерации (3 сентября 1996) — за большой личный вклад в укрепление правопорядка, борьбу с преступностью и многолетнюю добросовестную службу в органах внутренних дел
- Краповый берет — за вклад в развитие специальных подразделений внутренних войск (предположительно вручён в 90-х годах)[23]

## Книги
- Куликов А. С. 100 вопросов и 100 ответов. — М., 1999.
- Куликов А. С. Борьба с преступностью в России (на французском языке) — Edition France-Russie, 2000.
- Куликов А. С., Лембик С. А. Чеченский узел. Хроника вооруженного конфликта 1994—1996 гг. — М.: Дом педагогики, 2000.
- Куликов А. С. Тяжелые звезды. — М.: Война и мир букс, 2002.
- Куликов А. С. Куликово поле. — М.: ИД «ПоРог», 2006.
- Куликов А. С., Рунов В. А. Кавказский лабиринт. — М.: Изд. ОАО «Подольская фабрика офсетной печати», 2011.
- Куликов А. С., Рунов В. А. Все кавказские воины. — М.: Изд. ОАО «Подольская фабрика офсетной печати», 2014.
- Куликов А.С., Рунов В.А. На пути к победе: десять сталинских ударов. -Минск. "Белпринт", 2025.